# باریک‌سر (سرده)
باریک‌سر (سرده) (نام علمی: Leptocephalus) نام یک سرده از تیره کرم‌ماهیان است.